# The Gangsters of New York
The Gangsters of New York (o The Gangsters) è un film muto del 1914 diretto da James Kirkwood e, non accreditato, Christy Cabanne

## Produzione
Il film fu prodotto dalla Reliance Motion Picture Corporation, sotto la supervisione di D.W. Griffith

## Distribuzione
Distribuito dalla Continental Feature Film Corporation (Mutual Film Corporation), il film uscì nelle sale statunitensi nel febbraio 1914.